# Liga Futebol Amadora
Die Liga Futebol Amadora (LFA) war von 2015 bis 2020 der nationale Ligenverband der osttimoresischen Fußballliga. Sie organisierte die Austragungen der Ligen und der Pokalmeisterschaften. Präsident der LFA war die gesamte Zeit Nilton Gusmão dos Santos.

## Geschichte
Gegründet wurde die LFA 2015, um ein neues Zwei-Stufen-Ligensystem in Osttimor einzugliedern. Die neuen Ligen ersetzten die zuvor vorhandene Super Liga. Auf dem 1. Kongress der LFA wurde am 15. August 2020 die Umwandlung der LFA in die Liga Futebol Timor-Leste (LFTL) beschlossen.

## Aufbau
Insgesamt bestanden die zwei Ligen, zuletzt war eine dritte Liga im Gespräch. Acht Teams spielten in der ersten Liga, 13 Teams spielen in der zweiten Liga. Die Spieler waren alle Amateure.
In der Saison 2016 wurden die Spiele in der Landeshauptstadt Dili im Estádio Municipal de Dili ausgetragen. 2017 waren Austragungsorte auch Baucau und Maliana.
Seit dem 5. November 2019 lief die Qualifikation für die dritte Liga (Terceira Divisão). Die COVID-19-Pandemie verhinderte einen Start der 3. Liga ebenso wie eine Saison der anderen Ligen.